# Saint-Jean-lès-Buzy
Saint-Jean-lès-Buzy is een gemeente in het Franse departement Meuse (regio Grand Est) en telt 239 inwoners (1999). De plaats maakt deel uit van het arrondissement Verdun.

## Geografie
De oppervlakte van Saint-Jean-lès-Buzy bedraagt 10,1 km², de bevolkingsdichtheid is 23,7 inwoners per km².

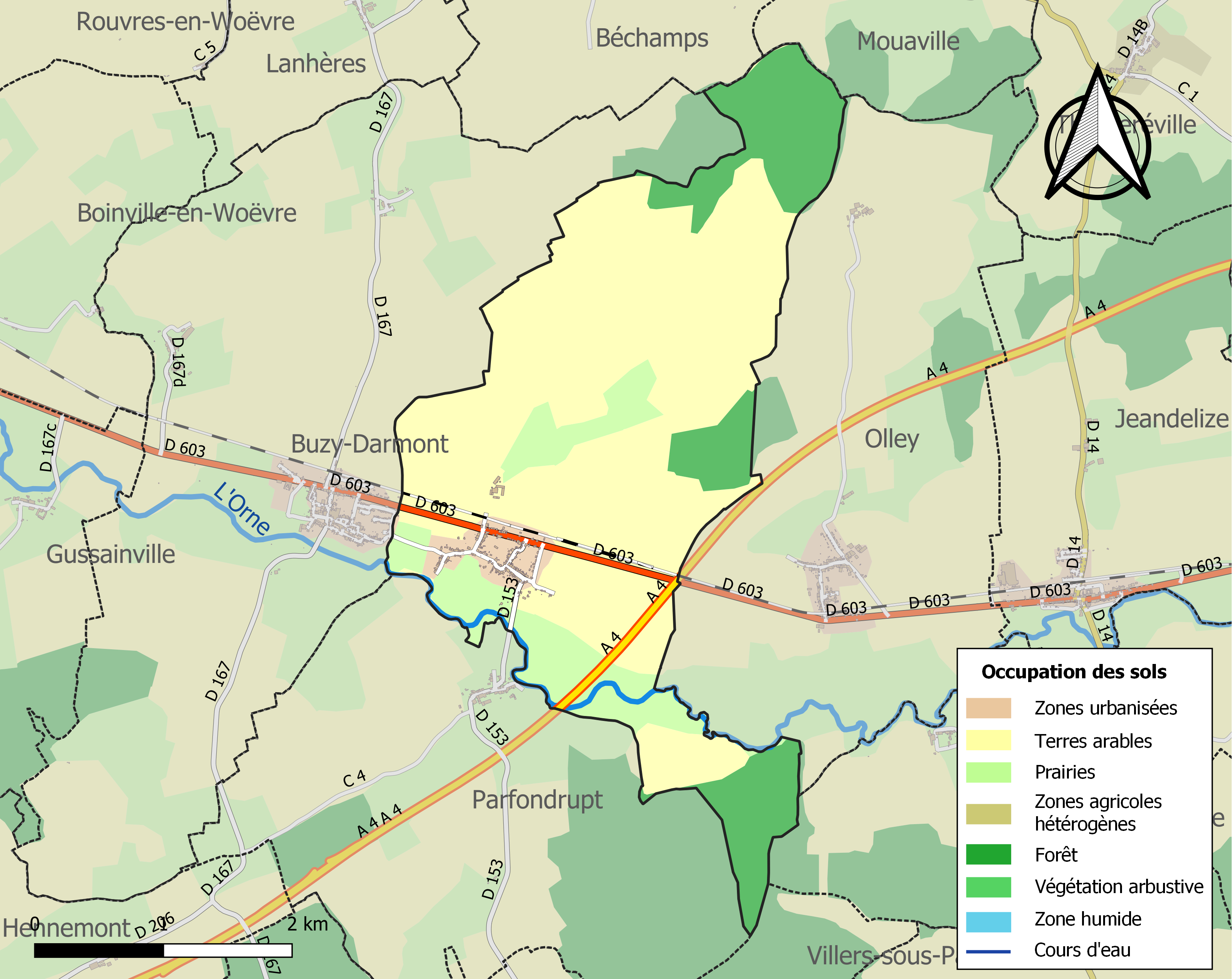
Kaart van de gemeente met de belangrijkste infrastructuur, bodemgebruik en omliggende gemeenten

## Demografie
Onderstaande figuur toont het verloop van het inwonertal (bron: INSEE-tellingen).